# Lagas uralkodóinak listája
Lagas az ókori Sumer egyik jelentős városállama volt az i. e. 3. évezredben. Uralkodói az enszi címet viselték, időnként más városokra is ki tudták terjeszteni uralmukat, mint lugal, azaz király.
| Uralkodó                         | Rövid kronológia | Középső kronológia            | Hosszú kronológia                  | Megjegyzés                                               |
| -------------------------------- | ---------------- | ----------------------------- | ---------------------------------- | -------------------------------------------------------- |
| I. lagasi dinasztia              |                  |                               |                                    |                                                          |
| Enhéngál                         |                  | Kr. e. 2550 körül             |                                    |                                                          |
| Lugalsagengur                    |                  | Kr. e. 2520 körül             |                                    | kortársa Meszilim, aki a Kis királya címet viselte       |
| Ur-Nanse                         |                  | Kr. e. 2480 körül             | Kr. e. 2540 körül                  | lugal                                                    |
| Akurgal                          |                  | Kr. e. 2450 körül             |                                    | lugal, Ur-Nanse fia                                      |
| Éannatum                         |                  | Kr. e. 2445 körül             |                                    | lugal, majd enszi, Akurgal fia                           |
| I. Enannatum (Inannatum)         |                  | Kr. e. 2440 körül             |                                    | Éannatum testvére                                        |
| Entemena                         |                  | Kr. e. 2400 körül             |                                    | Enannatum fia, Lugalkiginedudu, Uruk enszije kortársa    |
| II. Enannatum (Inannatum)        |                  | Kr. e. 2390 körül             |                                    |                                                          |
| Enentarzi                        |                  |                               | Kr. e. 2385 körül                  |                                                          |
| Lugalanda                        |                  |                               | Kr. e. 2384–2378                   |                                                          |
| Uruinimgina (Urukagina)          |                  |                               | Kr. e. 2378–2371                   | az ummai Lugalzaggeszi megdöntötte uralmát               |
| Az Akkád Birodalom időszaka      |                  |                               |                                    |                                                          |
| Kikuid                           |                  | Kr. e. 2260 körül             |                                    |                                                          |
| Engilsza                         |                  | Kr. e. 2250 körül             |                                    |                                                          |
| Ura                              |                  | Kr. e. 2230 körül             |                                    |                                                          |
| Lugalusumgal                     |                  | Kr. e. 2200 körül             |                                    |                                                          |
| Puzur-Mama                       |                  |                               |                                    |                                                          |
| Ur-Utu                           |                  |                               |                                    |                                                          |
| Ur-Mama                          |                  |                               |                                    |                                                          |
| Lu-Baba                          |                  |                               |                                    |                                                          |
| Lugula                           |                  |                               |                                    |                                                          |
| Kaku                             |                  |                               |                                    |                                                          |
| II. lagasi dinasztia             |                  |                               |                                    |                                                          |
| Ur-Baba                          |                  | Kr. e. 2164 – Kr. e. 2144     | Kr. e. 2170 körül                  | egyik leánya En-an-ne2-pa3-da, Nanna papnője             |
| Gudea                            |                  | Kr. e. 2144 – Kr. e. 2124     | Kr. e. 2150 körül                  | Ur-Baba veje vagy trónbitorló                            |
| Ur-Ningírszu                     |                  | Kr. e. 2124 – Kr. e. 2118     | Kr. e. 2140 körül                  | felesége Nin-NIĜIN-e-si                                  |
| Pirigme (Ugme)                   |                  | kb. Kr. e. 2118 – Kr. e. 2117 | Ur-Ningirszu és Nin-NIĜIN-e-si fia |                                                          |
| Urgar                            |                  | kb. Kr. e. 2118 – Kr. e. 2113 |                                    | Urbaba fia vagy veje                                     |
| Nammahani (Urninszunnal azonos?) |                  | kb. Kr. e. 2113 – Kr. e. 2110 |                                    | Urgar veje, Lagas a III. uri dinasztia uralma alá került |

## Fordítás
- Ez a szócikk részben vagy egészben  a   Liste der Könige von Lagaš című német Wikipédia-szócikk fordításán alapul.  Az eredeti cikk szerkesztőit annak laptörténete sorolja fel. Ez a jelzés csupán a megfogalmazás eredetét és a szerzői jogokat jelzi, nem szolgál a cikkben szereplő információk forrásmegjelöléseként.